# Krskó Tibor
Krskó Tibor (Budapest, 1970. január 6. –) producer, kiadó, üzletember, a HG Média Csoport társtulajdonosa. Érdekeltségei a dohányipartól a kereskedelmen, a filmek és a média világán át a rendezvényekig terjednek. 1997-ben Csetényi Csabával megalapította a Cigar Tower szivar és szivarkellék-üzletet[forrás?], majd 1998-ban a Hamu és Gyémánt kulturális-luxuséletmód magazint[forrás?].

## Média és kommunikáció
A HG Média Csoport közép-európai marketingügynökség illetve a Cathay Communication globális kommunikációs ügynökség alapító tulajdonosa. 
Számos európai uniós kommunikációs kampány köthető Krskóhoz, többek közt a Magyar Turizmus Zrt. számára készített országimázsfilm, a Think Hungary – More than Expected 2015-ben első díjat kapott az UNWTO Tourism Video Competition versenyen és Ezüst Delfin díjat a Cannes Corporate Media & TV Awardson.

## Rendezvények
Krsko nevéhez fűződik a 2011 óta megtartott Advent Bazilika karácsonyi vásár[forrás?], melyet ezidáig négy alkalommal is Európa legjobb karácsonyi vásárának választottak. 2024-ben az amerikai Forbes online felületén bejelentették, hogy az Európa legszebb karácsonyi vásárai között zajló 15 éves versenyt szervező European Best Destination utazási portál szakemberei a legrangosabb díjjal ismerik el az Advent Bazilikát, ezzel végérvényesen az európai mezőny fölé helyezve a magyar rendezvényt. 2022-től a Vörösmarty téren lévő Vörösmarty Classic Xmast is a cége[forrás?] szervezi.
2020-ban az ötlete alapján egészült ki[forrás?] a fővárosi augusztus 20-ai ünnepségsorozat kísérőrendezvényekkel, amelyeknek azóta is főszervezője.
Társaival hozták létre és üzemeltetik a BalloonFlyt[forrás?] a budapesti Városligetben.

## Filmes karrier
Robert Lantos mellett ő a producere a Hunyadi-tévésorozatnak, mely a nemzetközi piacra Rise of the Raven (A holló felemelkedése) címmel kerül.
Producerként együtt dolgozott Andy Vajna,Robert Lantos, Clive Owen, Tim Roth, Ennio Morricone, Daniel Craig vagy Giancarlo Giannini közismert személyekkel.

### Filmek, melyek létrejöttében társproducerként vett részt
- Sorstalanság (2005)
- Szabadság, szerelem (2006)
- Ópium: egy elmebeteg nő naplója (2007)
- Buda (rövidfilm, 2012)
- A nevek dala (2019).[7]